# Манзей
Манзей (Маунзи; англ. Mounsey) — русский дворянский род шотландского происхождения. Внесён во 2-ю часть родословной книги Тверской губернии (во вторую часть вносилось дворянство, приобретённое чинами на службе военной).
Во всех официальных документах до 1860-х гг. фамилия представителей рода писалась Манзе. Так же и в личной переписке представители рода вплоть до 1820-х гг. именуют себя Манзе. И только в первой четверти XIX в. появляется написание фамилии с окончанием -ей – Манзей.
От рода Манзей произошёл дворянский род Волковых-Манзей.

## Происхождение рода
Шотландец Майкл (Михаил) Манзей в 1733 году прибыл в Россию с принцем Антоном-Ульрихом Брауншвейгским и был гоф-хирургом императора Иоанна Антоновича (1740). После его свержения и ссылки в Холмогоры Михаил Манзей добровольно отправился с ними в заточение.
Яков Монси, живший в Шотландии, якобы приходился Михаилу родным братом. Но, нужно отметить, что Ю.Г. Епатко делает вывод о родстве Якова Монси и Михаила Манзе на основании сходства фамилий и того факта, что в семейном архиве Манзеев хранился портрет Якова, но документов о том, что Яков и Михаил родственники, не приводит.
Его сын Лог(г)ин Михайлович (1741-1803) был директором вышневолоцкой водяной коммуникации (1795—98), вышел в отставку в чине статского советника. Женившись в 1779 году на Прасковье Ильиничне Языковой, получил в приданое село Боровно Вышневолоцкого уезда, где обустроил родовую усадьбу.
Внук Логгина — Константин Николаевич (1821—1905) — был генерал-адъютантом, генералом от кавалерии и командиром Гвардейского корпуса. Другим внуком Логгина был министр финансов А. А. Абаза.
Сыну Софьи Николаевны Манзей, Сергею Михайловичу Волкову (род. 1896), с Высочайшего повеления, в связи с просьбой его бездетного дяди генерал-адъютанта, генерала от кавалерии К. Н. Манзея, в начале XX века было разрешено именоваться Волковым-Манзеем.

## Описание герба
«Герб разделен на равные 2 части поперек в верхней в червленом поле 3 молотка, в нижней части шотландское поле, т. е. квадраты синие, красные и желтые шахматами. На щите орел сидящий на подушке обращенный вправо и смотрящий на восходящее солнце, изображенное за щитом в верхней оного части. Герб имеет девиз: Decok unteger».

## Родовая усадьба Манзей
В 1779 г. в приданое Логгин Михайлович получает село Боровно при женитьбе на Прасковье Языковой, именно оно и станет на полтора столетия родовым гнездом дворян Манзеев, а все ярчайшие представители фамилии будут покоиться на семейном кладбище около церкви Владимирской Богоматери в селе Березки. 
В 1794-1795 годах строится двухэтажный каменный дом, восточный фасад которого был обращен к озеру Боровно, а западный – к обширному двору. Двор обрамляли деревянные флигели, соединявшиеся с домом галереями. В доме было четыре общих комнаты на первом этаже: столовая, зала, диванная, на втором этаже были спальни и кабинет Логгина Михайловича. В усадьбе Боровно хранилось редкое собрание портретов детей и внуков Логгина Манзея.
Усадьба была хорошо спланирована. Перед домом, по тогдашней моде, был расположен небольшой регулярный парк, а сам дом окружал фруктовый сад, который заложила Прасковья Ильинична. Недалеко от дома находились погреба, амбары, каретный двор. В стороне от усадьбы, через дорогу, были построены кузница, гумно, овин, птичий дворик с искусственным прудом, конюшня, скотный двор.
Родовое имение включало в себя деревню Боровно, деревню Сатыгино, после была выкуплена деревня Березки.
По разделу имущества рода Манзей в 1822 году Николаю Логгиновичу отошло "сельцо Боровно с господским каменным домом принадлежащими к оному службами и всякими кокое только есть строениями господскими скотом птицей хлебом стоячим молоченым и в землю посеянным… да в дер Сатыгино мужского 18 женска 17 душ… земли 272 д.; в селе Берёсках мужского 3 женска 4 души в полях земли 74 д.,… Марта 1822 года. Итого ревизских душ мужского 97 женска 98 душ… да всяких угодий 2970 десятин 358 сажен". Александр Логгинович Манзей унаследовал винокуренный завод возле деревни Сатыгино. Вера Логгиновна владела имением Березки, судя по документам, проданной ей братом Николаем Логгиновичем Манзеем.

Главный дом в Боровно

На берегу живописного озера в селе Березки Манзеи построили более десятка дачных домиков с верандами, которые сдавали в аренду художникам. Помимо красивой природы "дачников" привлекал благоустроенный "быт". На ферме имения Боровно можно было купить молочные продукты и овощи. Здесь же был медицинский пункт известного местного врача Исидора Романовича Щасного, который успешно лечил художников и членов их семей.
Согласно "Сборнику статистических сведений о Тверской губернии" начальная школа в селе Березки была открыта в 1881 г. и содержалась на средства Николая Николаевича Манзей. 6 декабря 1894 г. в селе Березки была открыта школа ведения Министерства финансов – в память младенца Николая (сына М.С. Волкова). Дом для этой школы арендовал М.С. Волков у церкви, он же и содержал школу на свои средства.
После революции имение Волковых-Манзеев было экспроприировано. До наших дней сохранился только каменный дом и северный флигель в деревне Боровно, две церкви в селе Березки, как и кладбище при них, были уничтожены в советское время.

## Известные представители
| Портрет               | Биография |
| --------------------- | --- |
|                       | Михаил (Майкл) Михайлович Манзе (ок. 1705-1747) — гоф-хирург при дворе императора Иоанна Антоновича. Служил в Лейб-гвардии Семеновском полку с 1728 по 1732 года лекарем и при дворе Анны Иоанновны в должности штаб-лекарем в ранге капитана-поручика. А потом гоф-хирурга Манзе отправили сопровождать опальную правительницу Анну Леопольдовну. Лекарь Ножовщиков заменил с конца 1746 или начала 1747 года штаб-лекаря Манзе по причине тяжкой болезни, в следствии которой он умер. |
| Пояснительная подпись | Логгин (Людвиг) Михайлович Манзей (1741-17.12.1803) — отставной премьер-майор, директор вышневолоцкой водяной коммуникации, статский советник. После шести лет учёбы в кадетском корпусе было десять лет походов и войн. Манзей отставлен был от службы по причине полной инвалидности – повредил в Польской кампании 1769 -1770 гг. правую руку. Стал вышневолоцким воеводой, а затем директором Вышневолоцкой конторы водяной коммуникации. Отдал водному пути почти четверть века, дослужился до статского советника – генеральского чина V класса, награждён двумястами душами. Логин Михайлович не был инженером, не был гидротехником, но был талантливым руководителем. Практически с 1798 г. до самой своей смерти он был болен, скончался 17 декабря 1803 года. Похоронен в селе Березки. |
|                       | Прасковья Ильинична Манзей (Языкова) (?-18.11.1818) — жена Логгина Михайловича Манзея, в браке родила девять детей, трое сыновей стали героями Отечественной войны 1812 года: Павел, Николай, Александр и Илья, и пять дочерей: Вера, Мария, Надежда, Любовь и Прасковья. После смерти своего первенца - Павла, захворала, в 1816 г. вынуждена была отойти от дел и передать управление поместьем своей старшей дочери - Вере. Скончалась Прасковья Ильинична 18 ноября 1818 года, похоронена вместе с мужем Л.М.Манзей в селе Березки Вышневолоцкого уезда. |
|                       | Вера Логгиновна Манзей (1775-1858) — владела имением с. Березки, судя по документам, проданной ей братом Николаем Логиновичем Манзеем. Две незамужние сестры Вера и Мария большую часть жизни прожили в Боровно. Вера Логиновна более 40 лет была домоправительницей имения Боровно. Она создала образцовое хозяйство – настоящее дворянское гнездо, просуществовавшее до самой революции. Похоронена (с. Берёзки Вышневолоцкого уезда) 25 сентября 1858 г. |
| Пояснительная подпись | Павел Логгинович Манзей (1783-27.12.1814) — ротмистер русской императорской армии. 22 января 1801 года был определён в учреждённую при Правительствующем Сенате юнкерскую школу. После окончания школы он состоял на гражданской службе. 10 марта 1805 года был пожалован чином титулярного советника. В 1812 году, Павел Манзей, будучи в департаменте милиции сотенным командиром, поступил корнетом в Александрийский гусаркий полк. В первый день сражения под Лейпцигом, 4 октября, Манзей был ранен пулей в правый бок навылет. Едва оправившись от раны, он в начале декабря догоняет свой полк. В приказах Павел Логинович Манзей отмечен дважды за отличие в сражениях: 5 декабря 1813 года, как корнет Александрийского гусарского полка, и 16 апреля 1814 года, как поручик Александрийского гусарского полка. Награждён орденом Св. Владимира 4-1 ст. с бантом. После окончания войны, Манзей лечился на курорте в Карлсбаде, а затем вынужден был выйти в отставку в чине ротмистра. Умер от последствий ранения и был похоронен 27 декабря 1815 года на кладбище Св. Николая в замке Зоннештайн, в склепе №54. Женат не был. |
| Пояснительная подпись | Николай Логгинович Манзей (13.11.1784-03.04.1862) — генерал-лейтенант русской императорской армии, участник Отечественной войны 1812 года и Русско-Турецкой. Всю свою жизнь служил он Отечеству, на всех постах, военных и гражданских, прилагал все свои силы, ум и недюжинную энергию для выполнения поставленной перед ним задачи. Об этом говорят скупые строчки документов и многочисленные ордена: Святого Владимира 4-й степени с бантом, прусского ордена «За заслуги», Святой Анны 2-й степени с алмазными украшениями, Святого Владимира 3-й степени, Святого Станислава 1-й степени, Святой Анны 1-й степени. Женился на Софье Сергеевне Яковлевой. Дети: Константин Николаевич Манзей (1821-1905), Елизавета Николаевна Одинцова (1824-1860), Николай Николаевич Манзей (1825-1889), Елена Николаевна Волкова (1823-1888). |
|                       | Софья Сергеевна Манзей (Яковлева) (1799-11.06.1882) — супруга Николая Логгиновича Манзея. Её отец был владельцем железоделательных заводов и доходных домов и дал за дочь немалое приданое. При Софье Сергеевне начался новый этап в развитии усадьбы: расстроился центральный корпус, были возведены хозяйственные постройки. Софья Сергеевна была погребена в старой деревне на Благовещенском кладбище г. Петербурга 14 июня 1882 году в самой церкви. |
| Пояснительная подпись | Мария Логгиновна Манзей (1787-1875) — в 1806 году закончила Смольный институт благородных девиц. Редкие документы, найденные в архивах, свидетельствуют о ней в разных её ипостасях: и как о светской даме, уделяющей внимание своим туалетам, и как о женщине, реализующей материнский проект, и как о творческой личности, имеющей богатое воображение и черпающей впечатления из неожиданных явлений окружающей действительности. Мария Логиновна часто хворала и поэтому подолгу жила в Боровно, в семье старшего брата, где чувствовала себя не в гостях, а дома. Похоронена 25 марта 1875 г. (с. Берёзки Вышневолоцкого уезда). |
| Пояснительная подпись | Александр Логгинович Манзей (1795-1854) — гусарский полковник. Участвовал в боевых действиях в Отечественную войну 1812 года в составе Гусарского полка, имеет боевые награды и ранения. В 1823 году получил чин штабс-капитана. Во время отпусков приезжал в усадьбу, на винокуренный завод (около деревни Сатыгино, в 2 км от Боровно). Во время приездов часто гостил в Берёзках – Николай в своем письме из Санкт-Петербурга от 9.11.1826 г. передаёт ему привет. Также ему принадлежали усадьбы Велье и Подол. В 1839 году прикомандирован к Кавказскому линейному казачьему войску. Летом 1841 жил в Пятигорске, где близко общался с М.Ю. Лермонтовым. В 1852 году владел крестьянами в усадьбе Завода (12 душ), д. Вели (15), д. Подол (135) Вышневолоцкого уезда. Остался холостым, и после его смерти имения его были распроданы. |
|                       | Илья Логгинович Манзей (1788-08.03.1873) — Артиллерии поручик. Прошёл всю Отечественную войну в действующей армии, участвовал в сражениях: под Смоленском, под Тарутино, под Мало-Ярославцем, под Красным. Два года (1813-1814) находился за границей, «в походе в герцогстве Варшавском». В марте 1819 г. «уволен от службы с чином поручика». Награждён орденом Св. Владимира 4-й ст. и серебряной медалью в память Отечественной войны 1812 г. В 1824 г. женится на княгине Елене Эристовой и поселяется в своем родовом имении, доставшемся по разделу от матери, – сельце Климовском Вышневолоцкого уезда. Здесь Илья с Еленой и прожили всю жизнь. Также Илья Логинович владел по наследству селом Староселье Вышневолоцкого уезда. Умер 18 марта 1873 г., похоронен с женою (погост Рождественско – Липенский Вышневолоцкого уезда). |
|                       | Ольга Манзей (Эристова) — жена Ильи Логгиновича Манзей, родная сестра князя Дмитрия Алексеевича Эристова, мать троих детей: Прасковьи, Дмитрия и Александры. |
|                       | Надежда Логгиновна Рыкачёва (Манзей) (1782-1865) — жена Степана Семеновича Рыкачева (1773-20.07.1828) подпрапорщика в гв. Преображенского полка 24.03.1794; произведен в портупей-юнкеры 10.01.1799; в прапорщики – 15.12.1799; отставлен подпоручиком с мундиром 24.04.1801. За ним в 1822 состояло 230 душ в Вышневолоцком уезде, и 206 душ в Бежецком уезде Тверской губернии. Владела деревнями Еремково, Голубково и Попово Поддубской волости Вышневолоцкого уезда. Дети: Николай (1810), Мария (1806), Прасковья (1808), Елизавета (1815), Авдотья (1821), Анна (1816). Умерла 24 января 1865 г. Похоронена с мужем Поддубье село, храм Покрова Пресвятой Богородицы. |
|                       | Любовь Логгиновна Мельницкая (Манзей) (1790-09.16.1854) — жена Ивана Алексеевича Мельницкого (1783 - 1831), капитана флота, помещика, владельца с. Бологое, д. Агрызково, Медведево, Высокое. Похоронена с мужем в с.Бологое Валдайского уезда. Дети: Мария Ивановна (17.06.1815-15.02.1897) (Муж- Арсений Степанович Путятин (1805-20.12.1882), титулярный советник, вышневолоцкий уездный предводитель дворянства); Софья Ивановна (7.09.1817-29.01.1897) (Муж- кн. Дмитрий Алексеевич Эристов (1797-9.10.1858), сенатор); Любовь Ивановна. |
| Пояснительная подпись | Прасковья Логгиновна Абаза (Манзей) (1800-1852) — жена Аггея Васильевича Абаза (1782 -1852), крупного помещика. Занимался он сахарозаводчиским делом в Киевской, и других губерниях, а также был владельцем Боровинского винокуренного завода (Окуловка). Проживали в Москве. Дети: Прасковья (1817-1883), Василий (1823-?), Эраст (1819-1855), Михаил (1825-1859), Александр (1821-1895), Павел (1826-1910), Вера (1828-1903), Николай (1831-?) Мария (1834-1903). |
| Пояснительная подпись | Константин Николаевич Манзей (22.05.1821-04.01.1905) — кадровый военный в пятом поколении. Его военная карьера оказалась самой блистательной из всех представителей рода Манзеев. 58 лет прослужил он царю и Отечеству, закончив военную карьеру полным генералом. Награждён четырнадцатью российскими и девятью иностранными орденами. Скончался Константин Николаевич 4 января 1905 г. и был похоронен на семейном кладбище в селе Березки. Константин Николаевич женат не был, не имел потомства и все свое состояние завещал внучатому племяннику, сыну Софьи Николаевны Манзей, Сергею Михайловичу Волкову, с условием, что он будет носить двойную фамилию Волков-Манзей. |
| Пояснительная подпись | Елизавета Николаевна Одинцова (22.07.1824-20.09.1860) — жена генерал – майора, второго коменданта Санкт-Петербурга - Алексея Алексеевича Одинцова. Умерла в 1860 года, похоронена вместе с мужем на кладбище церкви Благовещения в Старой Деревне близ Петербурга. Дети: Николай Алексеевич Одинцов (1948), Елизавета Алексеевна фон Розен (1850-1956), Одинцов Алексей (6.06.1852 -18.06.1853г.), Мария Алексеевна Окунева (1854), Вера Алексеевна Одинцова (1856), Елена Алексеевна Одинцова (1860). |
| Пояснительная подпись | Николай Николаевич Манзей (1825-12.05.1889) окончил Школу гвардейских подпрапорщиков и кавалерийских юнкеров, служил по семейной традиции в лейб-гвардии Гусарском полку. После девяти лет "безупречной" службы он вышел в отставку и поселился в имении Боровно. 29 июня 1860 г. сочетался браком с Александрой Ивановной Якобсон, которая 8 июля 1861 г. родила ему дочь Софью, которую назвали в честь бабушки Софьи Сергеевны, урождённой Яковлевой, матери Н. Н. Манзея. Через несколько лет родилась вторая дочь Александра, которая рано умерла. На средства Николая Николаевича Манзея была открыта и содержалась начальная школа в с. Берёзки. Он принимал деятельное участие в подготовке реформы по освобождению крестьян в своем уезде 13 июля 1863 г. Был похоронен на семейном кладбище в селе Березки. |
| Пояснительная подпись | Александра Ивановна Манзей (Якобсон) — дочерь Ивана Давыдовича Якобсона (действительного тайного советника, члена Военного Совета), жена Николая Николаевича Манзей, мать его двух дочерей. |
| Пояснительная подпись | Елена Николаевна Волкова (Манзей) (12.09.1823-03.06.1888) — жена Сергея Ивановича Волкова (1807-1879) генерала от инфантерии, с 1849 года исправляющего должность директора Института Корпуса горных инженеров. С. И. Волков скончался 1 июля 1879 года в селе Берёзки Вышневолоцкого уезда, там же и похоронен. Е. Н. Волкова умерла 13 июня 1888 г. и похоронена на семейном кладбище в с. Березки Вышневолоцкого уезда. Дети: Софья Сергеевна Волкова (19.01.1844), Ольга Сергеевна Волкова (24.01.1846), Михаил Сергеевич Волков (15.11.1848-1900), Александр Сергеевич Волков (16 .05.1850). |
| Пояснительная подпись | Софья Николаевна Волкова–Манзей (08.07.1861-1942) — жена действительного статского советника, егермейстера Двора Его Императорского Величества, помощника статс-секретаря Государственного Совета Михаила Сергеевича Волкова (1848-1900). Они приходились друг другу двоюродными братом и сестрой. Первый их сын умер в возрасте 6 лет. В память младенца М.С. Волков открыл в Берёзках школу ведения Министерства финансов. Третий сын, Константин, умер в 1897 году, 6 недель отроду. После скоропостижной смерти мужа Софья Николаевна переехала в Боровно. Затем с сыном в Ленинград, погибла от голода в блокадном Ленинграде в 1942 году. |
| Пояснительная подпись | Сергей Михайлович Волков–Манзей (12.01.1896-1942) — последний наследник рода Манзеев. В 1915 г. поступил на юридический факультет Петроградского университета. Закончил его экстерном. После революции с матерью переехали в маленькую двухкомнатную квартирку на первом этаже дома по улице Марата (бывшая Николаевская улица). После революции Сергей Михайлович так и не женился, для безопасности стал именоваться просто Волковым. Успешно преподавал сначала в Вышневолоцкой школе, затем, вернувшись в Ленинград, на Курсах иностранных языков историю английской литературы. С 1918 по 1931 г. с перерывами С. М. Волков жил в Вышнем Волочке и преподавал немецкий язык в школе - девятилетке № 1. Умер от дистрофии в блокадном Ленинграде в мае 1942 года. |

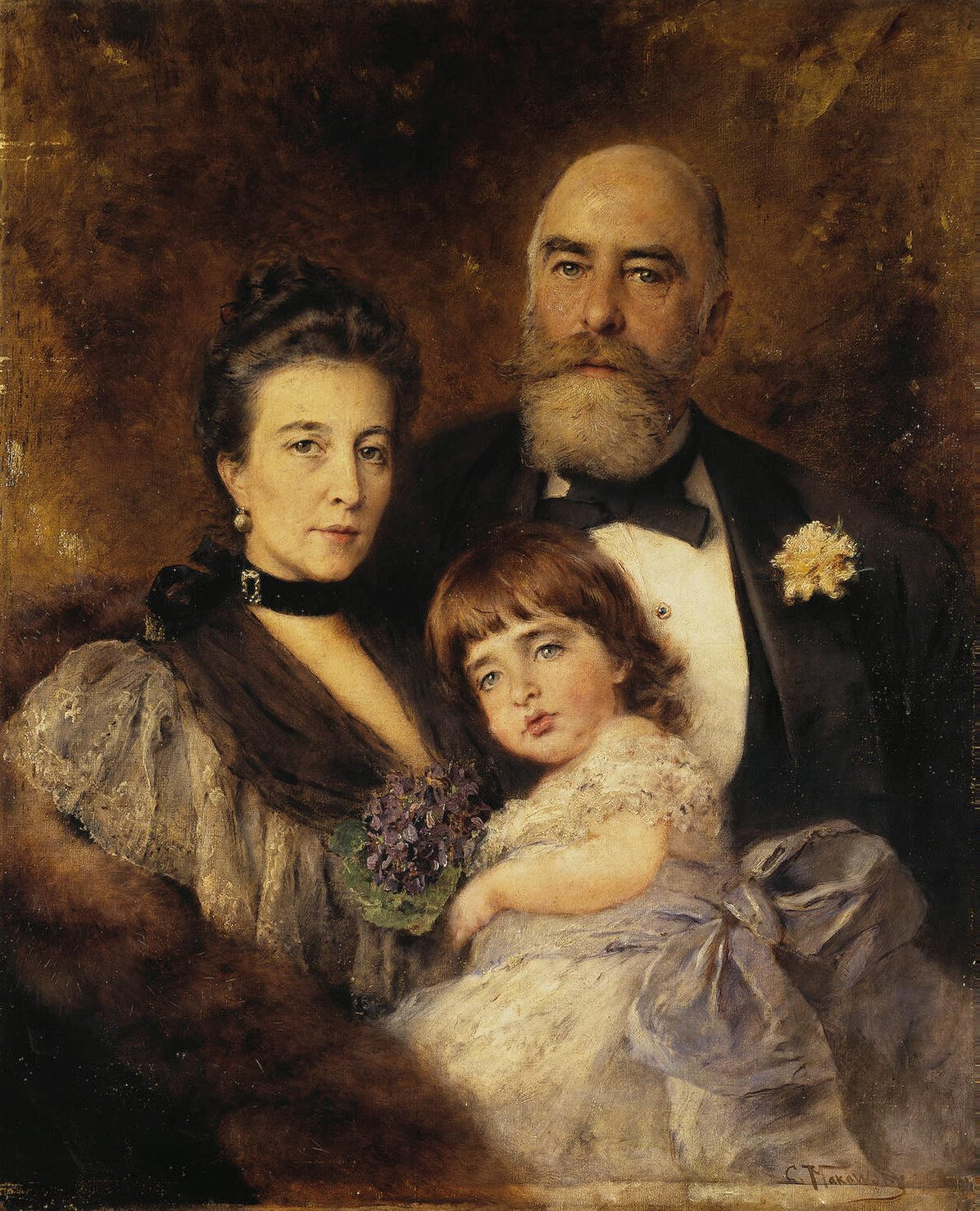
К. Е. Маковский. Портрет семьи Волковых-Манзей, 1900 г.
А. И. Манзей и Н. И. Эссен.
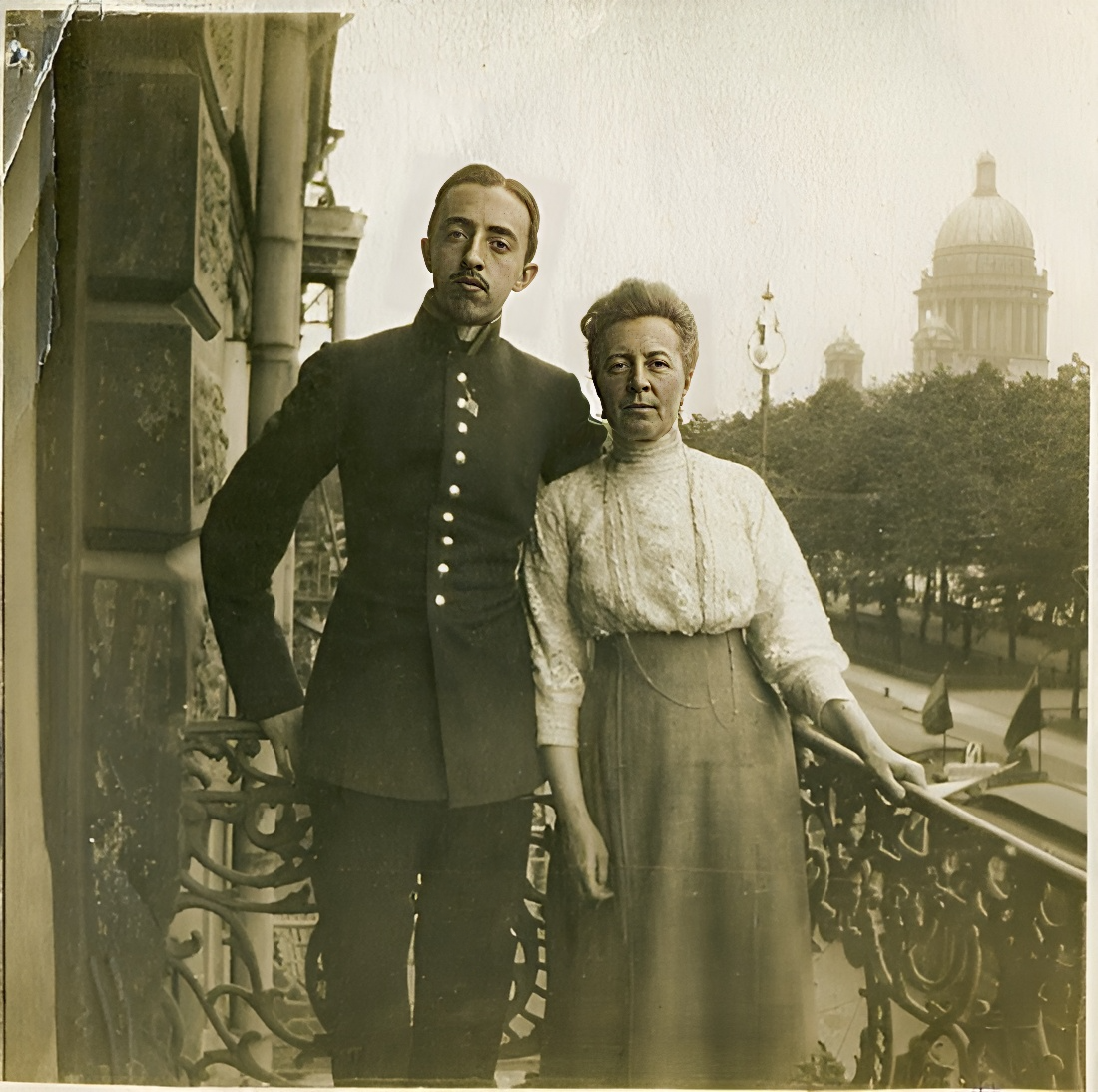
Софья и Алексей (или Сергей) Волковы-Манзей
Семейство Волковых-Манзей
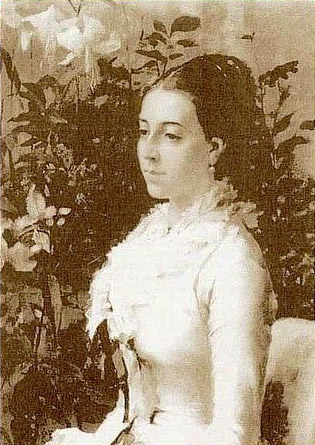
Софья Манзей
Николай Николаевич Манзей
Алексей (или Сергей) Волков-Манзей
Николай Логгинович Манзей